# South Normanton
South Normanton è una civil parish inglese di 8 035 abitanti, posta nella contea del Derbyshire, distretto di Bolsover. È un ex-villaggio minerario posto a circa 23 km a est di Derby e a 196 km a nord-ovest di Londra.